# Caerostris darwini
Caerostris darwini é uma espécie de aranha descoberta em 2010. Produz grande e resistente teia. Endêmica de Madagascar. C. darwini  produz uma das mais duráveis sedas.

## Linha de reboque
Cientistas descobriram que as glândulas ampola maior produtoras de fio de reboque da C. darwini expressam altamente um transcrito de gene da seda que codifica uma proteína que diverge marcadamente de proteínas intimamente relacionadas e contém prolina abundante, conhecida por conferir extensibilidade à seda. Na linha de reboque das aranhas de casca de C.darwin, encontram se as principais proteínas da seda das aranhha, MaSp1 e MaSp2 e outra chamada MaSp4a.